# Tirto Adhi Soerjo
Tirto Adhi Soerjo, né le 31 décembre 1880 à Blora, Java central et mort le 7 décembre 1918 à Batavia, est un journaliste et héros national indonésiens.

## Biographie
Il est connu pour ses critiques acerbes du gouvernement colonial néerlandais. Né dans une famille noble du Javanais à Blora, Java central, Tirto a d'abord étudié pour devenir médecin, mais s'est ensuite concentré sur le journalisme. Un travailleur indépendant depuis 1894, en 1902, il a été nommé rédacteur en chef du Batavia (aujourd'hui Jakarta) basé à Pembrita Betawi. Tirto a créé son premier journal en 1903 et, quatre ans plus tard, a créé «Medan Prijaji» comme média pour les Indonésiens instruits. Cela s'est avéré sa publication la plus longue, qui a duré plus de cinq ans avant que Tirto ne soit exilé en 1912 à Bacan pour ses critiques anticoloniales.
Medan Prijaji est reconnu comme le premier journal véritablement "indonésien", et Tirto a été appelé le père du journalisme indonésien. Il a été nommé Héros national d'Indonésie en 2006. Le personnage principal du Le Monde des hommes de Pramoedya Ananta Toer est basé sur lui.